# Süderstapel
Süderstapel (in danese Nørre Stabel) è una frazione del comune di Stapel nello Schleswig-Holstein, in Germania.
Già comune autonomo, a partire dal 1º marzo 2018 è stato unito al comune di Norderstapel per costituire il comune di Stapel.